# Gonioscelis haemorhous
Gonioscelis haemorhous là một loài ruồi trong họ Asilidae. Gonioscelis haemorhous được Schiner miêu tả năm 1867. Loài này phân bố ở vùng nhiệt đới châu Phi.